# Alfarrábios
 Alfarrábios: cronicas dos tempos coloniaes é uma trilogia de romances históricos do escritor brasileiro José de Alencar. Publicada em 1873, Alencar reuniu três histórias em dois volumes, dedicadas à vida no período colonial. No primeiro, veio O Garatuja romancete baseado num episódio narrado por Baltasar da Silva Lisboa, nos Anais do Rio de Janeiro; no segundo, duas novelas escritas ainda no tempo de estudante, A alma de Lázaro e O ermitão da Glória. O perfil e a história dos textos vêm descritos no texto de apresentação da coletânea, intitulado Cavaco.

## Enredo deO Garatuja
O romance transcorre na “leal cidade de São Sebastião do Rio de Janeiro em meados do século XVII (1659), quando a cidade sequer era capital, e tem por pano de fundo um conflito entre a Igreja (mais especificamente, o prelado Doutor Manuel de Sousa e Almada) e a administração colonial que resulta na excomunhão do ouvidor, gerando um grande "alvoroto" (alvoroço). O personagem central, Ivo do Val, é um enjeitado, “filho de criação” da “donzela recatada” Rosalina das Neves, que o teria “achado uma noite à porta da casa, onde morava então com sua família”, mas segundo as más línguas – das quais a mais ferina era da Pôncia, que gostava de “espreitar por detrás da rótula o que ia pela rua, para enredar os vizinhos e falar mal da vida alheia” – “fruto dos amores da donzela com um alferes”. Ivo recebe a alcunha de Garatuja devido à mania, como um precursor dos grafiteiros atuais, de “trocar as pernas pelas ruas de São Sebastião, e riscar toda a parede que lhe caía debaixo do carvão”. 
Ivo torna-se aprendiz do pintor de casas Belmiro Crespo, onde “passava o melhor de seu tempo, a ajudar os vários misteres da pintura, no que se foi tornando perito”. Um belo dia, achando-se numa encruzilhada na área que hoje corresponde à Lapa, “apareceu-lhe em frente uma menina que vinha pelo caminho da Carioca [...] com os cabelos ao vento, e a saia rocegada por causa do orvalho”, chamada Marta. Ao vê-lo, Marta assusta-se (“-Senhora mãe, um caipora!”). Ela é filha do tabelião Sebastião Ferreira Freire, dono de cartório. Atraído pela menina (“Tudo lhe servia de pretexto para [...] fincar-se horas e horas, como um mastro de Natal, em frente à porta do tabelião”), desenha um Cupido “brincão e gentil [...] em ação de brandir uma seta, cuja ponta embebia na luz de uma estrela radiante em céu azul, para cravar um coração caído por terra”.
Rosalina, cujo sonho era ver o filho "adotivo" admitido no cartório de Sebastião, confundindo o Cupido com o Menino Jesus, decide levar a imagem a Romana Mência, “uma devota [...] perdida por tudo quanto era santo e cousa de beatice”, que era sogra do tabelião. Depois disso, Rosalina leva Ivo à casa da velha Romana, onde naquela noite rezava-se a novena. “Colocou-se o rapaz de modo que pudesse espiar o rostinho de Marta, oculto sob o capuz da mantilha.” O rapaz acaba sendo admitido no cartório. Um dia, ao escrever um edital que começava por M., inicial de Marta, enfeitou a letra com tantos “emblemas de amor” – anjinhos, flores, colibris – que foi mandado embora do cartório. Mas continuava se encontrando furtivamente com Marta. Uns minoritas (religiosos da Ordem de São Francisco) fâmulos do prelado Almada perturbam a vida da família do tabelião, e Ivo prega-lhes peças. O tabelião queixa-se ao Ouvidor Geral, que abre uma devassa. No dia em que o ouvidor partiria em viagem ao Espírito Santo, o prelado, em represália, excomunga-o em público com toda a solenidade do latim: te excommunicamus... O ouvidor leva o caso (“grave atentado cometido contra a majestade de El-Rei, nosso senhor, e sua autoridade que a todos nós fiéis súditos, cumpre defender”) ao Senado da Câmara. 
Ivo organiza um motim de estudantes e em plena noite a população, desperta por um sino e atraída por um clarão ao Rossio do Carmo (atual Praça XV), depara, no alto do pelourinho, como uma alegoria ou caricatura que debochava do prelado e da fradaria, pintada por Ivo. A população está revoltada com as arbitrariedades do prelado e, para apaziguá-la, um moleque e um caboclo acabam servindo de bodes expiatórios para as estripulias dos minoritas. O tabelião flagra Ivo surrupiando um beijo de Marta e leva o casal ao cartório para casá-los. A condição: que Ivo abandone a pintura.
"Desenha-se, portanto, em O Garatuja, a cidade colonial de São Sebastião, com figuras reais e inventadas, exibindo costumes, trajes, modismos de linguagem, amores, encontros e revolução. Nesta volta ao passado, em fatos e linguagem, a leitura torna-se a aventura de reconhecer o Rio de hoje no referenciado, do século XVII, procurando sacudir o 'mofo literário' e entender, sobretudo, a imagem da cidade e de seu povo."

## Enredo deO Ermitão da Glória
Uma história de fé, milagres e amor impossível que conta os antecedentes (romanceados) que levaram à construção da Igreja de Nossa Senhora da Glória do Outeiro. Transcorre em 1608, quando “a cidade de S. Sebastião do Rio de Janeiro tinha apenas trinta e três anos de existência” e os invasores franceses, embora expulsos, mantinham uma feitoria em Cabo Frio e ocasionalmente chegavam a “penetrar pela baía a dentro e bombardear o coração da cidade”. Conta a história do Senhor Aires de Lucena que, após dilapidar no jogo e nos amores a fortuna herdada do pai, um sargento-mor, recupera uma balandra (embarcação a vela) danificada de seu amigo de infância Duarte de Morais, parte para Cabo Frio para combater os “pechelingues” (piratas) sem esperar mais nada além de “uma morte gloriosa que legasse um triunfo à sua pátria” e acaba voltando trazendo consigo uma órfã bebê loira francesa cujo pai Aires matou em batalha e cuja mãe matou-se em seguida. Ao retornar, Aires entrega-a para ser criada pelo casal Duarte e Úrsula (“Roubei a essa inocente criança pai e mãe; quero reparar a orfandade a que voluntariamente a condenei”). Ela é batizada e recebe o nome de Maria da Glória “pela razão de a ter Aires salvado no dia daquela invocação”.
Transcorrem dezesseis anos e Aires tornou-se “valente corsário cujas sortidas ao mar eram sempre assinaladas por façanhas admiráveis”. Um dia, quando rezava, ao olhar para a imagem de Nossa Senhora, Aires percebe que “não vê senão o formoso vulto de Maria da Glória, em cuja contemplação se enlevava sua alma”. Estava apaixonado pela moça. Durante uma doença em que Maria da Glória está à beira da morte, Aires, acreditando se tratar de castigo por sua “ímpia adoração”, promete a Nossa Senhora permanecer “um ano inteiro no mar” se a moça se recuperar. Mal proferiu estas palavras, “entreabriu ela as pálpebras e exalou dos lábios fundo e longo suspiro”. Estava salva. Dali em diante, Maria da Glória, que antes da doença tratava Aires com certo acanhamento, passou a mostrar bem mais desenvoltura. “Em vez de acanhar-se, ao contrário expandia-se a flor de sua graça, e desabrochava em risos, embora roseados pelo pudor.” Com isso Aires vai protelando o cumprimento de sua promessa. Aires pensa em pedir Maria da Glória em casamento, mas na presença da moça se acanha. Um dia Aires presencia na Rua da Misericórdia a cena impressionante de um mercador que, por não ter cumprido uma promessa, foi duramente castigado (Capítulo XII, “O Milagre”). Resolve então cumprir a sua, e parte subitamente, sem dar explicações. Com a passagem dos dias, como Aires não retornava, todos acabam achando que morreu no mar. “Para muita gente passava como certa a perda do navio com toda a tripulação”. Maria da Glória “foi se finando de saudades pelo ingrato que a tinha desamparado levando-lhe o coração”. Descobre-se que ela gostava de Aires.
Cumprida a promessa, Aires retorna. “Tornaria a ver Maria da Gloria, ou lhe teria sido arrebatada, apesar da penitência que fizera?” Mas Maria da Glória agora se mostra indiferente a ele. Na verdade, está indiferente a tudo: “Parecia uma criatura já despedida deste vale de lágrimas, e absorta na visão do outro mundo.” A mãe acha que é sequela da doença e que um casamento a curará: “com o casamento voltará a alegria que perdestes!” A família resolve casá-la com um primo, Antônio de Caminha. O casamento ocorre na Igreja de São Sebastião, no alto do Castelo. Aires, lembrando que só por intercessão de Nossa Senhora foi que Maria da Glória conseguira sobreviver, exclama revoltado: “Antes não houvésseis atendido ao meu rogo, Virgem Santíssima!” e logo em seguida “Morta, ao menos ela não pertenceria a outro.” Dito e feito: Maria da Glória cai morta em plena igreja. “Maria da Gloria rendera ao Criador sua alma pura, e subira ao céu sem trocar a sua palma de virgem pela grinalda de noiva.”
Aires entrega sua escuna e todos seus bens a Antônio de Caminha e torna-se ermitão no Outeiro do Catete, “habitando uma gruta no meio das brenhas, e fugindo por todos os modos à comunicação com o mundo”. Ali adorava uma imagem de Nossa Senhora da Gloria. Antônio de Caminha não teve sorte nos empreendimentos (talvez como castigo por ter trocado o nome da escuna de Maria da Glória para Maria dos Prazeres, em homenagem a uma cortesã de Salvador) e acabou tornando-se mendigo. Ao voltar ao Rio, sobe o Outeiro do Catete para rever Aires. Encontra-o morto e torna-se ele próprio ermitão. Em 1671, constrói uma tosca ermida de taipa em homenagem a Nossa Senhora da Glória. O Outeiro do Catete com o tempo passa a se chamar Outeiro da Glória. No século seguinte, edificou-se no mesmo local a igreja que até hoje lá se encontra.

## Enredo de A Alma do Lázaro
O antigo diário de um lázaro (leproso), que jazia enterrado (por um pescador) por longas décadas, é redescoberto por um estudante em Olinda. Nesse diário o lázaro exprime sua alma, contrapondo-se ao seu corpo roído pela lepra, daí o título da obra. A segunda parte reproduz o próprio diário com as reflexões pungentes daquele “poeta desconhecido” que vivia como um [pária]], rejeitado pela sociedade. A certa altura, consola-se com sua fama: embora fujam dele, todos na cidade o conhecem, enquanto pessoas com muito mais méritos foram esquecidas: “Os feitos do guerreiro, os livros do sábio, serviços à republica, e linhagens de fidalgos, andam ignorados ou esquecidos pela turba, vária nas suas paixões. Ninguém sabe, ninguém lembra porque aquela cabeça encaneceu, porque aquela face rugou. E eu tenho, sem buscar, o que tanto eles buscam sem achar! Toda a cidade repete meu nome. Que importa que esse nome seja o de lazaro? Toda a gente me conhece. Que importa que me evite?” O lázaro procura aliviar suas dores contemplando uma inocente menina enquanto ela canta umas “endechas” à Virgem Maria e chega a se comunicar com ela: “A menina canta-as todas as noites, ao nascer da estrela d'alva. É uma Ave-Maria graciosa e pura; inspirou-a o amor filial santificado pela religião.” Mas acaba sendo descoberto e rechaçado.